# 4896 Tomoegozen
A 4896 Tomoegozen (ideiglenes jelöléssel 1986 YA) a Naprendszer kisbolygóövében található aszteroida. Nídzsima Cuneo és Urata Takesi fedezte fel 1986. december 20-án.